# Massa Crítica (bicicletada)
|  | Aquest article tracta sobre moviments socials. Vegeu-ne altres significats a «Massa crítica (desambiguació)». |

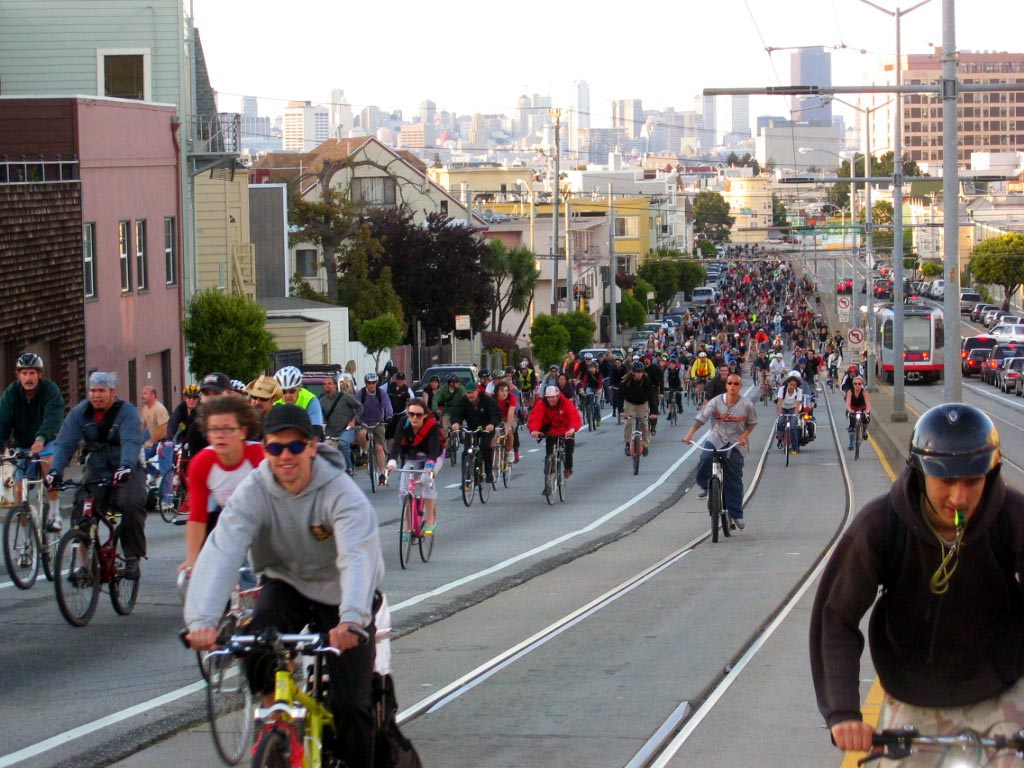
Massa crítica a San Francisco, Abril del 2005

La Massa Crítica és una celebració ciclista que es fa cada mes a moltes ciutats del món. Alguns dels lemes més comuns en català són: "Recicla't la moto, fes-te una bici", "Gasolina assassina" o "Sense cotxes, sense fum". A més a més de ciclistes també poden haver-hi patinadors. La finalitat és reivindicar una major presència i protecció de les bicicletes a les ciutats, per reduir les molèsties que ocasionen els vehicles motoritzats, tals com soroll, embussos, inseguretat i contaminació, tant atmosfèrica com acústica.

## Origen del terme
El nom de Massa Crítica s'ha tret de la pel·lícula documental de Ted White sobre el ciclisme Return of the Scorcher (1992). Una part del documental mostra el fenomen que es dona a la Xina: els ciclistes sovint no poden creuar el carrer a causa del trànsit d'automòbils i de la inexistència de semàfors. A poc a poc, més i més ciclistes s'apleguen esperant per a creuar i, quan són prou gent -una massa crítica-, llavors poden passar tots junts: amb la força del seu nombre poden parar el trànsit mentre creuen el carrer.

## Història del moviment
El moviment va tenir el seu origen a la ciutat de San Francisco (Califòrnia), el setembre del 1992. Es van reunir una cinquantena de ciclistes per protestar per les condicions del trànsit i van causar problemes a la circulació motoritzada. Als participants els va agradar l'experiència i van decidir convertir-la en un costum. No hi va haver cap necessitat d'organització ni de repartir publicitat: la cita ja estava programada, i el boca-orella fou el factor més important. A principis de l'any 1993 ja hi havia una participació d'uns 500 ciclistes.
A partir de llavors, van anar apareixent convocatòries de Massa Crítica arreu del món.

## Massa crítica als Països Catalans[calcitació]
Algunes trobades de la Massa Crítica en el nostre àmbit lingüístic:
- Barcelona el 1r divendres de cada mes a les 20:00h sortint de l'Arc de Triomf, twitter @massacriticabcn.
- Ciutat de Mallorca el 1r dissabte de cada mes a les 11:00h sortint de la Plaça d'Espanya.
- Granollers el 1r dimecres de cada mes a les 20:00h sortint de la Plaça de Josep Barangé.
- Lleida el 1r divendres de cada mes a les 20:00h sortint de la Plaça Ricard Vinyes de Lleida, twitter @massalleida.
- Sabadell el darrer divendres de cada mes a les 20:00h sortint de la Plaça Sant Roc, twitter @massacriticasbd.
- València el 1r divendres de cada mes a les 19:30h sortint de la Plaça de la Mare de Déu de València, twitter @massavalencia.
- Castelló de la Plana el 2n divendres de cada mes, a les 19:30h eixint de la Plaça Major de Castelló .
- Valls el 2n dissabte de cada mes a les 11:00h sortint de l'hort comunitari dels 4 cantons, Muralla del castell 11, Valls en transició[Enllaç no actiu].

- Manresa el 1r divendres de cada mes a les 18:00h sortint la plaça Sant Domenec